# Менцинка (гмина)
Менцинка (пол. Męcinka) — сельская гмина (волость) в Польше, входит как административная единица в Яворский повет, Нижнесилезское воеводство. Население — 4787 человек (на 2004 год).

## Демография
| Перепись                       | Всего   | Всего | Женщины | Женщины | Мужчины | Мужчины |
| ------------------------------ | ------- | ----- | ------- | ------- | ------- | ------- |
| Единицы                        | человек | %     | человек | %       | человек | %       |
| Население                      | 4787    | 100   | 2377    | 49,7    | 2410    | 50,3    |
| Плотность населения (чел./км²) | 32,4    | 32,4  | 16,1    | 16,1    | 16,3    | 16,3    |

## Сельские округа
1. Хелмец
2. Хрослице
3. Кондратув
4. Малушув
5. Менцинка
6. Мухув
7. Мыслинув
8. Пётровице
9. Помоцне
10. Пшибыловице
11. Сихув
12. Сихувек
13. Слуп
14. Станиславув
15. Богачув
16. Ежикув
17. Рачице

## Соседние гмины
1. Гмина Болькув
2. Явор
3. Гмина Кротошице
4. Гмина Легницке-Поле
5. Гмина Мсцивоюв
6. Гмина Пашовице
7. Гмина Свежава
8. Гмина Злоторыя